# 多梅尼科·蒙特罗内
多梅尼科·蒙特罗内（義大利語：Domenico Montrone，1986年5月1日—），意大利男子赛艇运动员。他曾代表意大利参加2016年夏季奥林匹克运动会赛艇比赛，获得男子四人单桨铜牌。